# محمد كوناتي (لاعب كرة قدم مواليد 1997)
محمد كوناتي (من مواليد 12 ديسمبر 1997) هو لاعب كرة قدم محترف يلعب كمهاجم لفريق الدوري الروسي الممتاز نادي أحمد غروزني. ولد في ساحل العاج ويمثل بوركينا فاسو على المستوى الدولي.